# Julio César Cortés
Julio César Cortés   (Montevideo, 29 de març de 1941 - 24 de juliol de 2025) fou un futbolista uruguaià de la dècada de 1960.
Fou 30 cops internacional amb la selecció de l'Uruguai.
Pel que fa a clubs, defensà els colors de Peñarol, C.A. Cerro, Rosario Central, Atlante FC i Los Angeles Aztecs.
Trajectòria com a entrenador:
- 1983	Suchitepéquez
- 1984–1985	Juventud Retalteca
- 1987	 Guatemala
- ?	Comunicaciones
- c.199?	Saprissa
- 1997–1998	Cobán Imperial
- ?	Xelajú
- ?	Turrialba
- 2000–2003	Aurora
- 2004	 Guatemala
- 2005	Águila
- 2007	Jalapa
- 2007	San Carlos